# أكسيل لافونت
أكسيل لافونت (مواليد 24 يوليو 1970 في مارسيليا)، هي ممثلة فرنسية، وهي إبنة الإعلامي الفرنسي المشهور باتريس لافونت.

## وصلات خارجية
- أكسيل لافونت على موقع IMDb (الإنجليزية)
- أكسيل لافونت على موقع ألو سيني (الفرنسية)
- أكسيل لافونت على موقع ميوزك برينز (الإنجليزية)
- أكسيل لافونت على موقع أول موفي (الإنجليزية)
- أكسيل لافونت على موقع ديسكوغز (الإنجليزية)
- أكسيل لافونت على موقع قاعدة بيانات الفيلم (الإنجليزية)
- أكسيل لافونت على موقع كينوبويسك (الروسية)